# Tense
Tense – siódmy koreański album studyjny południowokoreańskiej grupy TVXQ, wydany 6 stycznia 2014 roku. Głównym singlem z płyty był „Something”.
27 lutego 2014 roku ukazała się wersja repackage, z nowym tytułem Spellbound (kor. 수리수리 (Spellbound) Surisuri (Spellbound)).
Album sprzedał się w liczbie ponad 309 355 egzemplarzy (stan na grudzień 2015; w Korei).

## Lista utworów

### Tense
| CD  | CD                                                                                     | CD                     | CD                                                        | CD                                              | CD      |
| Nr  | Tytuł utworu                                                                           | Tekst                  | Kompozycja                                                | Aranżacja                                       | Długość |
| --- | -------------------------------------------------------------------------------------- | ---------------------- | --------------------------------------------------------- | ----------------------------------------------- | ------- |
| 1.  | „TEN (10 YEARS)”                                                                       | Yoo Young-jin          | Yoo Young-jin                                             | Yoo Young-jin                                   | 3:12    |
| 2.  | „Something”                                                                            | Yoo Young-jin          | Yoo Young-jin, Yoo Han-jin                                | Yoo Han-jin                                     | 4:01    |
| 3.  | „Neo-ui Namja (Your Man)” (kor. 너의 남자 (Your Man))                                  | Kenzie                 | Kenzie, Kim Jung-bae                                      | Kenzie                                          | 3:07    |
| 4.  | „Oneulbam (Moonlight Fantasy)” (kor. 오늘밤 (Moonlight Fantasy))                       | Jeon Gan-di            | Coach & Sendo, Alexander Holmgren                         | Coach & Sendo, Alexander Holmgren               | 3:35    |
| 5.  | „Geu Daesin Naega (Beside)” (kor. 그 대신 내가 (Beside))                               | JQ                     | Ricky Hanley, Albi Albertsson, Stephan Elfgren            | Mussashi                                        | 3:45    |
| 6.  | „Double Trouble”                                                                       | Kim Bu-min             | Hitchhiker                                                | Hitchhiker                                      | 3:44    |
| 7.  | „Off-Road”                                                                             | Seo Ji-eum             | Adam Nierow, Marc Joseph, Peter Habib, Yaroslav Vynnytsky | Mr. Fantastic, Mysto & Pizzi                    | 3:32    |
| 8.  | „Galjeung (Smoky Heart)” (kor. 갈증 (Smoky Heart))                                     | Seo Ji-eum             | Brian Kennedy, Dewain Whitmore                            | Brian Kennedy, Dewain Whitmore                  | 3:33    |
| 9.  | „Love Again”                                                                           | Jang Yeon-jung         | Kim Tae-sung, Andrew Choi, Sky Beatz                      | Sky Beatz                                       | 3:52    |
| 10. | „Dwitmoseup (Steppin')” (kor. 뒷모습 (Steppin'))                                       | Jeon Gan-di            | Im Gwang-wook, Andrew Jackson, Martin Hedegaard           | Im Gwang-wook, Andrew Jackson, Martin Hedegaard | 3:11    |
| 11. | „Rise...”                                                                              | Changmin               | Jarkko Ehnqvist, Pessi Levanto, Martin Mulholland, Deez   | Lee Jae-myung                                   | 4:40    |
| 12. | „Hangsang Gyeote Isseulge (Always With You)” (kor. 항상 곁에 있을게 (Always With You)) | Hwang Hyun, Agnes Shin | Hwang Hyun                                                | Hwang Hyun                                      | 3:55    |

### Spellbound
| CD  | CD | CD                     | CD                                                        | CD                                              | CD      |
| Nr  | Tytuł utworu                                                                                           | Tekst                  | Kompozycja                                                | Aranżacja                                       | Długość |
| --- | --- | ---------------------- | --------------------------------------------------------- | ----------------------------------------------- | ------- |
| 1.  | „Surisuri (Spellbound)” (kor. 수리수리 (Spellbound))                                                   | Yoo Young-jin          | Yoo Young-jin                                             | Yoo Young-jin                                   | 4:31    |
| 2.  | „TEN (10 YEARS)”                                                                                       | Yoo Young-jin          | Yoo Young-jin                                             | Yoo Young-jin                                   | 3:12    |
| 3.  | „Something”                                                                                            | Yoo Young-jin          | Yoo Young-jin, Yoo Han-jin                                | Yoo Han-jin                                     | 4:01    |
| 4.  | „Neo-ui Namja (Your Man)” (kor. 너의 남자 (Your Man))                                                  | Kenzie                 | Kenzie, Kim Jung-bae                                      | Kenzie                                          | 3:07    |
| 5.  | „Oneulbam (Moonlight Fantasy)” (kor. 오늘밤 (Moonlight Fantasy))                                       | Jeon Gan-di            | Coach & Sendo, Alexander Holmgren                         | Coach & Sendo, Alexander Holmgren               | 3:35    |
| 6.  | „Geu Daesin Naega (Beside)” (kor. 그 대신 내가 (Beside))                                               | JQ                     | Ricky Hanley, Albi Albertsson, Stephan Elfgren            | Mussashi                                        | 3:45    |
| 7.  | „Double Trouble”                                                                                       | Kim Bu-min             | Hitchhiker                                                | Hitchhiker                                      | 3:44    |
| 8.  | „Off-Road”                                                                                             | Seo Ji-eum             | Adam Nierow, Marc Joseph, Peter Habib, Yaroslav Vynnytsky | Mr. Fantastic, Mysto & Pizzi                    | 3:32    |
| 9.  | „Heaven's Day” (Max Changmin solo)                                                                     | Shim Chang-min         | Shin Hyuk RE:ONE DK Sean Fenton                           | Re:One                                          | 3:43    |
| 10. | „Galjeung (Smoky Heart)” (kor. 갈증 (Smoky Heart))                                                     | Seo Ji-eum             | Brian Kennedy, Dewain Whitmore                            | Brian Kennedy, Dewain Whitmore                  | 3:33    |
| 11. | „Love Again”                                                                                           | Jang Yeon-jung         | Kim Tae-sung, Andrew Choi, Sky Beatz                      | Sky Beatz                                       | 3:52    |
| 12. | „Dwitmoseup (Steppin')” (kor. 뒷모습 (Steppin'))                                                       | Jeon Gan-di            | Im Gwang-wook, Andrew Jackson, Martin Hedegaard           | Im Gwang-wook, Andrew Jackson, Martin Hedegaard | 3:11    |
| 13. | „Rise...”                                                                                              | Changmin               | Jarkko Ehnqvist, Pessi Levanto, Martin Mulholland, Deez   | Lee Jae-myung                                   | 4:40    |
| 14. | „11-wol... geurigo (November With Love)” (kor. 11월...그리고 (November With Love)) (U-Know Yunho solo) | Jung Yun-ho, Kim Wu-ju | Jung Yun-ho, Jinjja Sanai                                 | Jung Yun-ho, Jinjja Sanai, B.O.K                | 4:34    |
| 15. | „Hangsang Gyeote Isseulge (Always With You)” (kor. 항상 곁에 있을게 (Always With You))                 | Hwang Hyun, Agnes Shin | Hwang Hyun                                                | Hwang Hyun                                      | 3:55    |

## Notowania
| Lista                     | Pozycja |
| ------------------------- | ------- |
| Gaon Weekly Albums Chart  | 1       |
| Gaon Yearly Albums Chart  | 4       |
| Five Music (Tajwan)       | 1       |
| Oricon Weekly Album Chart | 4       |
| Billboard World Albums    | 2       |